# Tärtär (vattendrag)
Tärtär (azerbajdzjanska: Tərtər) är ett vattendrag i Azerbajdzjan. Det ligger i den centrala delen av landet, 220 km väster om huvudstaden Baku.
Trakten runt Tärtär består till största delen av jordbruksmark. Runt Tärtär är det ganska tätbefolkat, med 129 invånare per kvadratkilometer.